# Sankt Katharinen (Landkreis Neuwied)
Pour les articles homonymes, voir Sankt Katharinen (près Bad Kreuznach).
Sankt Katharinen (Landkreis Neuwied) est une municipalité du Verbandsgemeinde Linz am Rhein, dans l'arrondissement de Neuwied, en Rhénanie-Palatinat, dans l'ouest de l'Allemagne.